# Sara Miquel
Sara Miquel García (Gerona, 22 de agosto de 1984) es una actriz y bailarina española, conocida por interpretar a Cayetana Sotelo-Ruz en la serie de TVE, Acacias 38.

## Biografía
Sara Miquel García nació en Gerona, en 1984 y es hija única.
Comenzó estudiando la carrera de psicología debido a que sus padres no querían que se dedicara al baile, ya que no consideraban que fuera una verdadera carrera.
Al final, un poco más tarde, abandona esa carrera sin anunciárselo a su familia.
También se ha dedicado a la actuación, su papel más importante y por el que más se la conoce es por el de villana en la serie diaria de Televisión Española, Acacias 38, serie en la cual interpretó a Cayetana Sotelo-Ruz durante casi 3 años y en la que estuvo 581 capítulos.
Contrajo matrimonio el 15 de septiembre de 2018  y tuvo a su primer hijo, Álex, el 13 de noviembre de 2019.

## Carrera
En el año 2009 participó en la serie Pelotas, interpretando a Tere.
En el mismo año estuvo en un cortometraje titulado Mala suerte.
Al año siguiente, en 2010, formó parte de dos series, la primera se trata de Malsons SL, en la que dio vida a Lidia y a Clara; la segunda serie en la que pudimos ver a Sara en 2010 fue Ruta 66, en la cual interpretó uno de los papeles principales, Anna, junto a su compañero Sergi Cervera.
2012 fue el año en el que Sara Miquel participó en la película El sexo de los ángeles, película dirigida por Xavier Villaverde.
Fue en 2014 cuando Sara formó parte del reparto episódico de la serie B&b, de boca en boca, emitida en Telecinco.
Desde 2015, dio vida a Cayetana Sotelo-Ruz, villana en la serie diaria de Televisión Española, Acacias 38, interpretó ese papel hasta 2017, luego volvió para unos pocos capítulos a finales de 2019.
En 2016 y debido a su papel en Acacias 38, apareció en el programa de televisión Telepasión 2016: Va de cine, en la nochebuena del mismo año.
En 2016 participó en otro cortometraje, en Polychrome.

## Filmografía

### Teatro
| Año  | Título               |
| ---- | -------------------- |
| 2012 | Violines y trompetas |

### Televisión

#### Series de televisión
| Año             | Título               | Personaje                                                                                 | Cadena       | Datos                              |
| --------------- | -------------------- | ----------------------------------------------------------------------------------------- | ------------ | ---------------------------------- |
| 2009            | Pelotas              | Teresa "Tere"                                                                             | TVE          | No hay datos                       |
| 2010            | Malsons SL           | Lidia/ Clara                                                                              | No hay datos | No hay datos                       |
| 2010            | Ruta 66              | Anna                                                                                      | No hay datos | No hay datos                       |
| 2014            | B&b, de boca en boca | Reparto episódico                                                                         | Telecinco    | No hay datos                       |
| 2015-2017; 2019 | Acacias 38           | Doña Cayetana Sotelo-Ruz vda. de de la Serna/ Doña Anita Alday Aguado vda. de de la Serna | TVE          | 581 capítulos (1 - 576, 1131-1135) |

#### Películas
| Año  | Título                 | Personaje     | Director          |
| ---- | ---------------------- | ------------- | ----------------- |
| 2012 | El sexo de los ángeles | Chica Ocupa I | Xavier Villaverde |

#### Shorts (Cortometrajes)
| Año  | Título                                                           |
| ---- | ---------------------------------------------------------------- |
| 2009 | Mala suerte Archivado el 12 de abril de 2024 en Wayback Machine. |
| 2016 | Polychrome                                                       |

#### Programas de televisión
| Año  | Título                | Cadena |
| ---- | --------------------- | ------ |
| 2016 | Telepasión va de cine | TVE    |

## Cayetana Sotelo-Ruz
El papel que tuvo Sara de Cayetana Sotelo-Ruz en la serie Acacias 38, fue por el que mucha gente la conoce. Este es un resumen del personaje.
Cayetana es una mujer que no ha tenido una vida fácil, de pequeña tuvo que sufrir un incendio por el que empezó a llamarse Cayetana, ya que antes se llamaba Anita. Su criada, Fabiana, es en verdad su madre, porque tuvo una relación con su padre, Don Jaime Alday. Cayetana se iba a casar con Ponce de la Serna, pero finalmente, este murió y, por una promesa, su hermano, Germán de la Serna, se casó con ella, aunque a medida que avanza la serie éste se enamora de Manuela, que anteriormente se llamaba Carmen, una criada que tampoco ha tenido una vida fácil, por ello, ésta será la enemiga de Cayetana.
Doña Cayetana tiene una hija, llamada Carlota, que muere con tan solo 10 años debido a que Don Germán estaba fuera del barrio, con Manuela, y Cayetana quiso enfermar a la pequeña para que su marido volviera y terminó matándola, al pasarse con la dosis. Después culpa a Manuela de la muerte de su hija.
Más tarde manda a su antigua institutriz, Úrsula (que al final resulta estar casada con el padre de Cayetana) que mate a Manuela, envenenándola, para conseguir que Germán vuelva a estar con ella, pero éste descubre que Manuela muere y decide tomarse el mismo veneno para suicidarse e irse con la mujer que verdaderamente ama, Manuela. Por ese motivo Úrsula y Cayetana son las responsables indirectas de la muerte de Don Germán de la Serna.
Algo después, conoce a una institutriz llamada Teresa Sierra, la verdadera Cayetana Sotelo-Ruz, quien también estuvo en el incendio cuando ella y Anita (Cayetana) eran niñas, pero acabó sin memoria y en un hospicio. Sin saber cómo, siente afinidad con ella después de que Teresa la salvase de una explosión. Así que vuelven a ser amigas y hasta la salva de un incendio, hasta que Cayetana se entera por Úrsula de que Teresa es la verdadera Cayetana. Es entonces cuando la hija de Jaime y Fabiana decide contarle al barrio que Fabiana es su madre y que Teresa ha estado fingiendo ser quién no es.
Al final de su paso por la serie, conoce a su padre, Jaime, y, cuando están ellos dos y Teresa, que acaba de ser apuñalada por Cayetana, Úrsula pone una bomba en casa de Anita (Cayetana), bomba que por poco mata a Teresa, bomba que deja sin poder andar y sin habla a Jaime, y bomba que hace que Cayetana, aunque nunca se vio, sobreviva al incendio pero tenga que fingir su muerte para escapar de la justicia.
A finales de 2019 vuelve a la serie por unas visiones que tiene Úrsula cuando está sirviendo a Genoveva Salmerón, otra villana de la serie que aparece tras un salto temporal de 10 años y que pretende ser peor que la primera villana de Acacias 38.
En la séptima y última temporada de la serie se confirma que Cayetana está viva, también descubrimos que fue la aliada de Gabriela Salmerón para acabar con la madre de ésta, Genoveva Salmerón, demostrando que su maldad sigue en pie después de llevar casi veinte años haciendo pensar al barrio Acacias que estaba muerta.